# Dème de Delphes
Pour l’article homonyme, voir Delphes.
Le dème de Delphes est un dème de la périphérie (région) de Grèce-Centrale, ayant pour capitale Amphissa et pour « capitale historique » le village moderne de Delphes.
Il a été formé en 2010 lors du programme Kallikratis, par la fusion des anciens dèmes d'Amphissa, de Delphes, de Desfína, de Galaxídi, de Graviá, d'Itéa, de Kallieis et du Parnasse, devenus des districts municipaux.

## Liens
- (el) Site officiel
- Notices d'autorité :   - VIAF
  - LCCN
  - GND
  - WorldCat